# Гянджа (аеропорт)
Гянджа (азерб. Gəncə Beynəlxalq Hava Limanı) (IATA: GNJ, ICAO: UBBG) —  це міжнародний аеропорт, що обслуговує друге за величиною місто в Азербайджані —  Гянджа. До 1996 року він був військовим аеропортом Військово-повітряних сил Радянського Союзу. А з 1996 аеропорт отримав статус міжнародного та дозвіл на використання у цілях цивільної авіації. 

## Інфраструктура
Аеропорт Гянджа має одну злітно-посадкову смугу з асфально-бетонним покриттям розміром 3300 на 44 метри. Аеропорт розташований на висоті 330 метрів над рівнем моря. 

## Авіалінії та напрямки
| Авіакомпанія        | Пункт призначення                  |
| ------------------- | ---------------------------------- |
| Azerbaijan Airlines | Баку, Москва-Внуково, Ст Петербург |
| Buta Airways        | Москва-Внуково                     |
| Turkish Airlines    | Стамбул-Ататюрк                    |
| Ural Airlines       | Москва-Домодєдово                  |